# ランティスウェブラジオ
ランティスネットラジオ (Lantis web radio) は、レコード会社のランティスが運営していたインターネットラジオ配信サイト。
ランティスウェブラジオの表記が混合している。ロゴ・ランティスからの関連発表など、「ランティスネットラジオ」表記が大多数となっている。ページのタイトル部のみ「Lantis web radio」表記になっていたが、その後「Lantis ネットラジオ」のロゴに変更されている。
一部、音泉、BEAT☆Net Radio!などと同じ番組がある（配信日などは異なる）。バックナンバーは番組によって異なる（概ね3〜5週分前くらい）。PCユーザー向けの配信を主体としていたが、一時期は一部の番組でパケットラジオや独自サイトで携帯電話向け配信が行われていた。

## 沿革
- 2004年1月：オープン（いくつかの番組は既に配信中だった）。
- 2005年9月中旬 - ：携帯サイトいろメロミックスのパケットラジオにて配信。
- 2006年12月：パケットラジオでのアニラジ番組配信終了に伴い、29日更新分より、独自サイトにてFOMA用ストリーミング配信を開始。
- 2007年4月：FOMA向けサイトの更新が停止し「調整中」の表示のみとなり事実上閉鎖。
- 2018年3月31日：サービス終了。「スパロボOGネットラジオ うますぎWAVE」「茅原実里のradio minorhythm」「Pl@net Sphere」「ラジカツスターズ!」のアーカイブへのリンクのみとなる。
- 2018年4月30日：アーカイブの配信を終了しサイト消滅。

## 番組

### 他サイトへ移管された番組
- スパロボOGネットラジオ うますぎWAVE（火曜配信、2007年1月9日 - 2018年3月27日、YouTubeランティス公式チャンネルへ移管）
- 茅原実里のradio minorhythm（水曜配信、2007年5月9日 - 2018年3月28日、HiBiKi Radio Stationへ移管）
- Pl@net Sphere（水曜配信、2009年3月4日 - 2018年3月28日、ミュージックレイン公式サイトへ移管）
- ひだまりラジオ[注釈 1]（不定期、2006年12月20日 - 2018年3月30日、アニプレックス内の新サイトへ移管[1]）

### 終了した番組

#### 2005年
- D.C. 〜ダ・カーポ〜 初音島放送局（2003年10月4日 - 2005年6月25日）
- 好きしょ!!ラジオ（2004年10月 - 2005年7月）
- アミューズステーション（2004年4月3日 - 2005年9月）
- ローゼンメイデン・ウェブラジオ 薔薇の香りのGarden Party（2005年5月13日 - 9月30日）
- 中原麻衣・ゆうまおの@ミニシアター（2005年4月 - 2005年10月）
- 清水愛 看板ざくろ姫（『清水愛 箱入り柘榴姫』から番組名変更、 - 2005年10月6日）
- ねこだもん。（2005年8月8日 - 10月24日）
- らぶげ魂 愛とかほるのらぶフェロ♥（2005年4月8日 - 12月30日）

#### 2006年
- アリカ&ニナの乙女ちっくレディオ（2005年9月30日 - 2006年3月31日）
- GiftにじいろStation（2005年10月11日 - 2006年5月23日）
- 初音島放送局S.S.（2005年7月8日 - 2006年6月2日）
- ギャラクシーエンジェる〜ん（2006年4月6日 - 6月22日）
- 1.2.3.4.GO!ロック!（2005年12月8日 - 2006年6月28日）
- Solty Reidio（2005年10月3日 - 2006年8月14日）
- 金色のコルダ〜放課後のエチュード〜（2005年7月14日 - 2006年3月31日、2006年10月25日）
- イノヴィ解放同盟（2006年7月11日 - 12月26日）
- 麻衣&愛の電撃G'sラジオ ストロベリー・パニック! 〜お姉様といちご♥そうどう〜（2005年11月1日 - 2006年12月26日）
- くじアンラジオ〜藍と亜美の立橋院学園生徒会〜（2006年7月6日 - 12月28日）
- 涼宮ハルヒの憂鬱 SOS団ラジオ支部（2006年2月23日 - 2006年12月29日。最終回のみ作品本編における消失に倣って「ラジオ番組」と称して放送）
- Giftにじいろホームルーム（2006年7月14日 - 12月29日）
- あさラジ。（2006年8月4日 - 2006年12月29日）

#### 2007年
- 千葉紗子の地獄探偵局（2006年4月 - 2007年2月27日）
- マジキュー ラブラドールリボルバー（2004年4月9日 - 2007年3月30日）
- 〜緒方vs土門〜MOEMOE♥漢組! シリーズ （ぐれ〜と:2005年7月1日 - 2006年4月7日?） （すま〜と） （すい〜と:2006年10月6日 - 2007年3月30日）
- 恋する天使アンジェリーク〜スウィート♥パラダイス〜（2006年4月7日 - 2007年3月30日）
- DJ-MAO SMILE WAVE
- ネオロマンス♥ライヴ HOT! 10 Count down Radio（2006年9月21日 - 2007年4月5日）
- ひだまりラジオ（2006年12月20日 - 2007年5月30日）
- すももらじお（2006年9月22日 - 2007年9月14日）
- そらいろらじお（2007年3月30日 - 7月27日）
- Angel Profile Radio 天使と悪魔の執事カフェへようこそ
- 真名&うっちぃの ギガンティック☆4U（2007年1月23日 - 9月25日）
- D.C.II 〜ダ・カーポII〜 風見学園放送部（2006年4月3日 - 2007年9月24日）
- らっきー☆ちゃんねる（2007年1月5日 - 2007年9月28日）
- ネオロマンス♥ライヴ HOT! 10 Count down Radio II Huu!（2007年5月2日 - 11月21日）
- ギャラクシーエンジェルラジオ・ピャパプピーペンピェぷ〜ん（2006年6月29日 - 2007年12月27日）
- もえたん リスニングRADIO（2007年7月6日 - 12月28日）
- らっきー☆ちゃんねる-陵桜学園放課後の机-（2007年10月5日 - 12月28日）
- サーカス情報局ボルケ〜ノ

#### 2008年
- 春香とやよいの弥生式らじお（2007年3月9日 - 2008年2月22日）
- Radio School Days（2007年6月26日 - 2008年3月28日）
- 香菜とあゆみのまよらじ（2007年6月29日 - 2008年3月28日）
- 畑亜貴らじお 隷属快美の娘達は恋する旅行少女の夢を見るか
- web喫茶よずりの（2005年 - 2008年3月28日）
- 新らっきー☆ちゃんねる（2008年1月4日 - 3月28日）
- アキバチック天国（ランティスウェブラジオでの配信終了）
- 畑亜貴らじお 浪漫月裸の娘達
- 紅ラジオ おとなの時間（2008年3月 - 6月）
- 元祖らっきー☆ちゃんねる（2008年4月4日 - 6月27日）
- ラジオデュエルラブ（2008年4月24日 - 7月24日）
- 進ぬ!狂乱家族計画（2008年4月4日 - 8月29日）
- ネオ アンジェリーク Abyss 〜陽だまり邸へようこそ〜（2008年3月21日 - 10月17日）
- Plume物語 〜Royal Plume Tea〜（2007年12月29日 - 2008年6月7日）
- こじからじお（2007年9月7日 - 2008年8月29日）
- Ai Death Gun デスガンラジオ（2006年10月12日 - 2008年12月25日）
- ひだまりラジオ×365（2008年1月25日 - 2008年12月26日）

#### 2009年
- yozuca* Music-Go-Round（2008年8月8日 - 2009年2月27日）
- 緒方恵美の薔薇色天獄
- こじかラジオ2学期（2008年9月5日 - 2009年6月26日）
- 野川さくらのマシュマロ♪たいむ（2008年5月 - 2009年3月）(HiBiKi Radio Stationに移転）
- 「喰霊-零-」超自然災害ラジオ対策室（2008年10月18日 - 2009年6月27日）
- 宇宙をかけるラジオ（2009年1月5日 - 6月29日）
- くろかみ 〜Radioしすてむ〜（2008年12月5日 - 2009年7月3日）
- 空上げラジオ（2009年2月21日 - 7月25日）
- 緑川光と宮田幸季のティアラジオ（2007年11月14日 - 2009年7月29日）
- 橋本みゆき featuring you（2008年7月25日 - 2009年9月18日）
- 明日のよいちらじを!（2008年12月12日 - 2009年9月25日）
- プリラジ!（2009年7月3日 - 10月2日）
- 大正野球娘。浪漫ちっくラジオ（2009年5月27日 - 10月28日）
- うみものらじお 〜あいしてる!〜（2009年6月12日 - 12月25日）

#### 2010年
- ラジオ「キディ・ガーランド」GTO喫茶室「タッチ&ゴー!」（2009年11月13日 - 2010年3月26日）
- Radio Cross Days（2009年1月8日 - 2010年3月25日）
- マリッジロワイヤルラジオ 〜あなたのお嫁さんにしてください〜（2009年10月30日 - 2010年5月28日）
- 麻衣と茉莉也のらじ×ばと!（2009年9月28日 - 2010年5月31日）
- 聖痕のクェイサーラジオ! 〜ミハイロフ学園放送部〜（2009年12月4日 - 2010年6月18日）
- いちばんうしろの無限大ラジ王（2010年4月1日 - 2010年7月8日）
- ラジオ「祝福のカンパネラ」〜クランOasisへようこそ!〜（2010年7月1日 - 10月7日）
- ひだまりらじお×☆☆☆（2009年10月30日 - 2010年10月29日）
- テガミバチラジオ〜響け! ラジ針!!〜（2009年12月18日 - 2010年10月29日）
- 白石稔のガチ無知ラジオ（2010年6月12日 - 11月27日）
- 伝説の勇者の伝説のラジオ（2010年5月11日 - 12月24日）
- えむえむっ!ラジオ 第二ボランティア部 出張所（2010年9月1日 - 12月29日）

#### 2011年
- ラジオ"文学少女" 〜真夜中の文芸部〜（2010年1月16日 – 2011年1月08日）
- 百花繚乱 ラジオガールズ（2010年9月17日 - 2011年1月21日）
- みつどもえラジオ「3ちゃんねる」 （2010年6月10日 - 2011年5月16日）
- RADIO IS （2011年1月2日 - 6月5日）
- 聖痕のクェイサーラジオ2 〜翠玲学園放送部〜 （2011年4月8日 - 7月22日）
- そふてにっくれでぃお! 〇ミ（すぱーんっ） （2011年3月31日 - 7月28日）
- ひだまり楽屋裏ジオ×SP（2011年8月13日）
- 魔乳秘剣帖 大江戸らじを（2011年7月4日 - 10月24日）
- ひだまりラジオ×SP（2011年9月30日 - 10月28日）
- トワノクオン ファンタジアム・ガーデン放送局（2011年5月2日 - 12月5日）
- ナイルとホクトのグラール学園放送部（2009年9月18日 - 2011年12月23日）
- おれつば振興会 夢ラジオ・俺たちに翼はNIGHT（2010年12月10日 - 2011年12月30日）
- 【恋チョコラジオ】夢島朧［おがためぐみ］のショッケン乱YO!（2010年12月10日 - 2011年12月30日）
- 日常のラヂオ（2011年2月25日 - 12月30日）

#### 2012年
- 神様のメモ帳 Presents アリスのこちらニート探偵事務所!（2011年6月30日 - 2012年1月19日）
- ぬこラジ! 〜ぬくもりが恋しくなるラジオ〜 （2011年10月4日 - 2012年1月24日）
- 世界一初恋 〜WEBラジオの場合〜（2011年4月7日 - 2012年1月26日）
- 新谷良子のchu→lip☆RADIO（2011年2月4日 - 2012年3月16日）
- GRANRODEO 愛すべきSTUPID（2010年4月5日 - 2012年3月29日）
- 金元寿子×イカ娘 侵略ラジオ 聞かなイカ?（2011年4月18日 - 2012年4月9日）
- WEB S.S.D.S. 愛の解体新書（ - 2012年4月17日）
- はぐれラジオ（2012年6月8日 - 10月5日）
- ラブライ部 ラジオ課外活動 〜にこりんぱな〜（2011年5月31日 - 2012年12月15日）
- 古典部の屈託（2012年4月20日 - 12月21日）
- ラジオ緋色の欠片 〜紅陵学院保健室〜（2012年10月6日 - 12月29日）
- このラジオの中に1人、妹がいる!?
- ラジオ緋色の欠片 〜紅陵学院放送室〜（2012年1月4日 - ）
- Run LAN Radio!（2011年07月01日 -　2012年12月19日）
- ガールズ&パンツァー 〜ラジオ道〜（2012年9月21日 - 12月29日）

#### 2013年
- JAM Projectの『GO! GO! GOING! Radio』（2011年12月16日 - 2013年4月6日）
- ドラゴンズドグマ：ダークアリズン 覚者ラジオ（2013年3月28日 - 5月9日）
- あすみさん@がんばらない（2013年1月15日 - 2013年5月14日）
- ラジオでもはたらく勇者さま！（2013年3月2日 - 7月5日）
- 百花繚乱 ラジオガールズ・ブライド（2013年5月10日 - 9月14日）
- ラジオ アラタカンガタリ 〜らじかん〜（2013年3月1日 - 9月27日）
- ひだまりラジオ×ハニカム（2012年9月28日 - 2013年9月27日）
- HERO RADIO（2012年4月2日 - 2013年9月30日）
- イワトビちゃんねる（2013年6月17日 - 9月30日）
- ローゼンメイデン〜ヴィーダーゼーエン〜（2013年7月3日 - 12月10日）
- RADIO IS II（2013年12月7日 - 12月21日）

#### 2014年
- 勇者になれなかった俺たちはしぶしぶラジオを始めました。略して、「しぶラジ」（2013年9月23日 - 2014年2月3日）
- イワトビちゃんねるS（2013年10月7日 - 2014年2月10日）
- のんのんびよりうぇぶらじお のんのんだより!なのん（2013年10月1日 - 2014年2月25日）
- TIGER ＆ BUNNY STATION!（2013年10月7日 - 2014年3月31日）
- みなさまあっての麻生夏子ですレディオ（2009年7月9日 - 2014年4月23日）
- 僕らはみんな河合荘 〜ラジオもみんな河合荘〜（2014年3月27日 - 7月10日）
- Navel×Lantis インターネットラジオ 「ねぶら」（2005年7月18日 - 2014年12月8日）

#### 2015年
- 天体のメソッド放送局（2014年9月26日 - 2015年1月30日）
- イワトビちゃんねるES（2014年6月30日 - 2015年3月17日）
- ティオのファルコムラジオめんどくさいです…でもがんばります（2011年10月7日 - 2015年4月10日）
- 妖精帝國逓信省情報局 Radio propaganda ラヂオ・プロパガンダ（2010年7月 - 2015年8月4日）
- 長門有希ちゃんの消失 北高文芸部ラジオ支部　（2015年4月20日 - 12月28日）
- 佐藤ひろ美のひろらじ（2010年5月6日 - 2015年12月31日）

#### 2016年
- のんのんびよりうぇぶらじお のんのんだより りぴーと!なのん（2015年6月30日 - 2016年1月26日）
- AIKATSU☆STARS!のラジカツ!（2015年9月7日 - 2016年3月28日）
- 黒子のバスケ 放送委員会（2012年3月31日 - 2016年4月2日）
- サンライズラヂオBREEZE（2011年4月9日 - 2016年04月11日）
- ガールズ&パンツァーRADIO ウサギさんチーム、訓練中!（2015年1月30日 - 2016年5月27日）
- TVアニメ「ビッグオーダー」後日談的オリジナルオーディオドラマ（2016年4月15日 - 6月17日）
- SCREEN mode 魂（2015年7月17日 - 2016年8月）
- エステル&ヨシュアのファルコム空の軌跡ラジオ（2015年4月24日 - 2016年9月30日）

#### 2017年
- ひだまりラジオ×ハニカム リメイク（2016年12月23日 - 2017年5月26日）
- プリプリ♡秘密レポート（2017年7月9日 - 10月22日）

#### 2018年
- ラジカツスターズ!（2016年4月11日 - 2018年3月26日）
- ひだまりラジオ×THE END（2018年3月30日）